# J. M. Barrie
James Matthew Barrie, I baronetto (Kirriemuir, 9 maggio 1860 – Londra, 19 giugno 1937), è stato uno scrittore e drammaturgo scozzese, maggiormente noto come J. M. Barrie, la cui fama è dovuta alla creazione del personaggio di Peter Pan.
Fino a tutto il 2007, settantesimo anno dalla sua morte, tutti i diritti derivanti dalle sue opere e il controllo intellettuale su di esse furono in capo al presidio pediatrico Great Ormond Street Hospital di Londra, a cui l'autore li aveva già destinati dal 1929.
Scrisse la storia di Peter Pan ispirandosi alla famiglia Davies.

## Biografia
James Matthew Barrie nasce a Kirriemuir, ultimo di 10 figli di una famiglia di tessitori di provincia, e viene istruito in Scozia. Il padre, David Barrie, è un umile tessitore e la madre, Margaret Ogilvy, è figlia di un muratore e aveva assunto le responsabilità della sua defunta madre all'età di 8 anni. Jamie, come viene affettuosamente chiamato in famiglia, è un bambino fisicamente molto piccolo e gracile e cerca di attirare su di sé le attenzioni dei fratelli raccontando storie fantasiose.

A sei anni il fratello maggiore David muore per un incidente di pattinaggio sul ghiaccio il giorno prima del suo 14º compleanno. La tragedia lascia sua madre devastata e Barrie cerca di risollevarla in ogni modo, arrivando a indossare perfino i vestiti di David e fischiettando nel modo in cui lo faceva lui. Barrie e sua madre, una volta ripresasi, trascorrono giornate insieme leggendo classici della letteratura. Questa forte relazione tra madre e figlio marcherà profondamente la vita di James; infatti dopo la morte della madre James pubblicherà nel 1896 Margaret Ogilvy, una delicata biografia celebrativa.

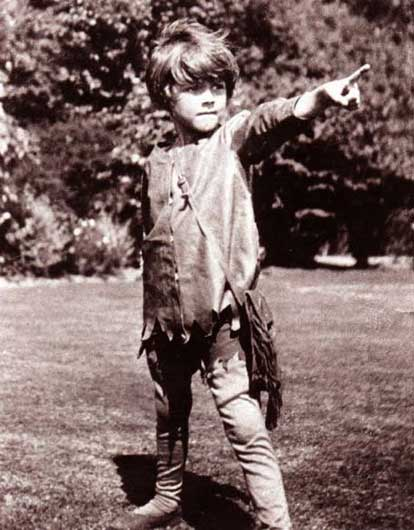
I Bimbi Perduti di Black Lake Island, dall'album di famiglia creato da James Barrie con Sylvia Davies e i figli

All'età di 8 anni, Barrie viene mandato all'Accademia di Glasgow e prosegue poi i suoi studi alla Forfar Academy. A 13 anni lascia definitivamente la sua casa natia per studiare all'Accademia di Dumfries, quindi consegue la laurea all'Università di Edimburgo nell'aprile del 1882, per forte volere della madre. Dopo le prime esperienze deludenti come giornalista per il Nottingham Journal, a seguito di un annuncio di lavoro trovato dalla sorella in The Scotsman, James si sposta nel 1885, senza soldi nel portafoglio e amici, a Londra per intraprendere la carriera di scrittore. Scrive un romanzo, ma è costretto a pubblicarlo a sue spese. Nel 1888 Barrie raggiunge una discreta fama con Auld Licht Idylls, divertenti scampoli di vita quotidiana scozzese. La critica elogia la sua originalità.
The Little Minister (1891) riscuote grande successo e verrà portato a teatro per ben tre volte. I suoi primi due romanzi, il sentimentale Tommy (1896) e Tommy e Grizel (1900) vengono pubblicati a Kirriemuir con lo pseudonimo di Thrums. Successivamente Barrie scriverà principalmente per il teatro, ma la sua prima commedia, una biografia di Richard Savage scritta da Barrie e HB Marriott Watson, fu stroncata dalla critica. Dopo tanti tentativi, finalmente ottenne con successi a ripetizione, al punto che in certe stagioni i teatri del West End di Londra ospitavano cinque suoi drammi differenti, tra i quali vanno ricordati Quality Street, What Every Woman Knows e The Admirable Crichton. Nel 1893 scrisse anche il libretto di un'opera lirica comica, Jane Annie, che James pregò il suo amico Arthur Conan Doyle di rivedere e rifinire per lui. Nel 1894 sposò un'attrice teatrale, Mary Ansell, da cui in seguito avrebbe divorziato, senza che le nozze fossero consumate.
Un giorno, seduto su una panchina nei Kensington Gardens, vicino Hide park, con il proprio cane Porthos, fece l'incontro più importante della sua vita: quello coi cinque figli dei coniugi Sylvia e Arthur Davies, i giovani George, Jack, Peter, Michael e Nicholas. Nacque in questo modo casuale un grande amore per i cinque bambini, con i quali iniziò a passare le sue giornate, a giocare e a immaginare, offrendo loro addirittura il proprio cottage fuori città, il Black Lake Cottage, dove James produce un album di fotografie dei bambini che giocano ai pirati, intitolato I Bimbi Perduti di Black Lake Island. Barrie ne fece due copie, una delle quali regalò al padre dei bambini, Arthur, che la smarrì in treno (l'unica copia superstite è custodita presso la Beinecke Rare Book and Manuscript Library della Yale University).

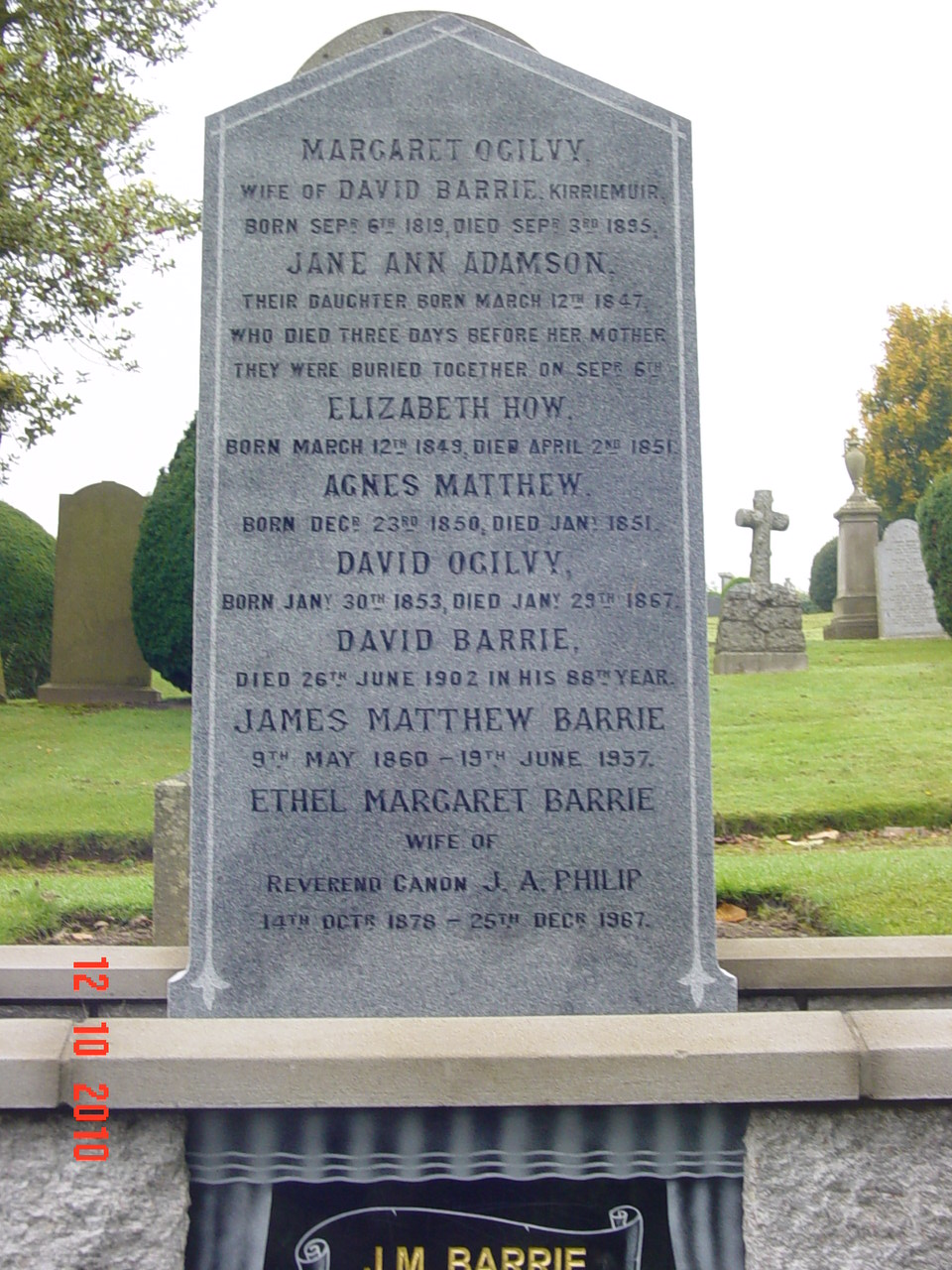
Tomba di sir James Matthew Barrie, e di alcuni membri della sua famiglia

Il periodo più florido della vita di Barrie portò alla stesura del primo canovaccio di Peter Pan, il suo capolavoro. La figura di Peter Pan apparve per la prima volta nel romanzo in The Little White Bird (L'uccellino bianco) del 1902. L'avventura più nota del personaggio fu nello spettacolo teatrale Peter Pan. Il bambino che non voleva crescere, che debuttò il 27 dicembre 1904, in cui Barrie riuscì a smuovere l'animo del grigio pubblico londinese, tra il quale fa sedere anche 25 orfani. Questa storia venne poi adattata, ingrandita e trasformata da Barrie in un romanzo pubblicato nel 1911 col titolo Peter e Wendy, poi Peter Pan e Wendy e infine semplicemente Peter Pan, che fu la sua consacrazione mondiale. Il contemporaneo Robert Louis Stevenson disse di lui: «Io sono un artista, lui è un genio».
Barrie usò il suo notevole reddito per contribuire a finanziare coraggiosamente la realizzazione di produzioni teatrali commercialmente infruttuose; insieme a una serie di altri drammaturghi, fu coinvolto nel 1909 e 1911 nei tentativi di sfidare la censura del teatro da parte del Lord Ciambellano. La vita successiva di Barrie non fu molto radiosa. Nel 1910, alla propria morte, la vedova Sylvia Davies gli lasciò, insieme con la madre Emma e suo fratello Guy du Maurier, la co-custodia dei cinque figli; voci irrilevanti e mai comprovate insinuano dubbi su una possibile pedofilia di Barrie, voci completamente smentite in seguito dal più piccolo dei Davies, ormai adulto, Nicholas.
La statua di Peter Pan nei Kensington Gardens, eretta in segreto durante la notte per la mattina del primo maggio nel 1912, doveva essere modellata sulle vecchie fotografie di Michael vestito come il personaggio. Tuttavia, lo scultore sir George Frampton utilizzò un altro bambino come modello, lasciando Barrie deluso del risultato. Barrie e i Davies rimasero una famiglia per soli tre anni; poi, all'inizio della prima guerra mondiale, Peter e George si arruolarono come volontari. George, il maggiore dei fratelli Davies, morì in trincea nel 1915 (aveva 21 anni); Peter invece tornò a casa e fu insignito della Croce militare; fondò anche una casa editrice, la Peter Davies, ma la guerra lo segnò così tanto che si suicidò nel 1960, gettandosi sotto un treno pochi mesi dopo la morte di suo fratello maggiore Jack nel 1959. Michael morì annegato nel 1921 all'età di 20 anni col suo amico - e probabile amante - Rupert Buxton.
Barrie avrebbe incontrato e raccontato storie alle giovani figlie del duca di York, la futura regina Elisabetta II e la principessa Margaret; acquisì in seguito il titolo di Sir e nel 1922 ricevette l'Ordine al Merito. Venne poi eletto rettore della St. Andrews University e nel 1930 Cancelliere dell'Università di Edimburgo.
Barrie morì di polmonite nel 1937 senza eredi; il suo corpo fu sepolto nel cimitero di Kirriemuir, in Scozia, vicino ai genitori, alla sorella e al fratello David. Alla sua morte lasciò in eredità lo sfruttamento dei diritti d'autore al Great Ormond Street Hospital, ospedale pediatrico londinese del quartiere di Bloomsbury, garantendogli una generosa prosperità.
La sua vita, e in particolare le vicende che lo portarono alla frequentazione della famiglia Llewellyn-Davies e a scrivere il suo capolavoro, vennero portate sullo schermo cinematografico nel film Neverland - Un sogno per la vita di Marc Forster del 2004, interpretato da Johnny Depp nei panni dello scrittore.

## Opere

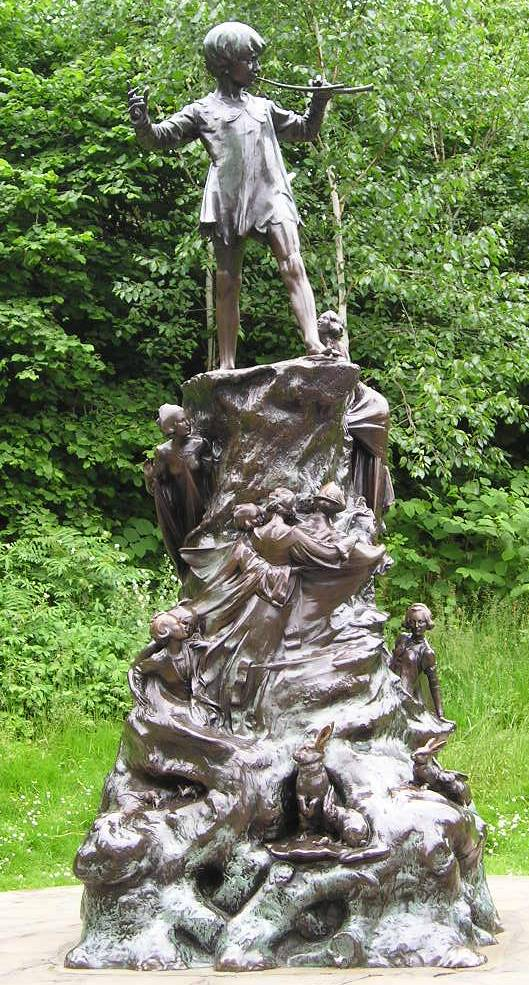
La statua di Peter Pan nei Kensington Gardens a Londra

Elenco completo delle opere teatrali di Sir James Matthew Barrie, ricavato dal The Plays of J. M. Barrie - Hodder & Stoughton - Londra e pubblicato sul numero 147-148 del mensile Il Dramma, diretto da Lucio Ridenti, nell'anno 1952.
- Becky Sharp - 1891
- Ibsen's Ghost - 1891Perdsv
- Richard Savage - 1891
- Walker, London - 1892
- Iane Anne - 1893
- The Professor's Love Story - 1894
- The Little Minister - 1897
- The Wedding Guest - 1900
- Via Belgarbo (Quality Street) - 1901
- The Admirable Crichton - 1902
- The Little White Bird; or, Adventures in Kensington Gardens - 1902
- Little Mary - 1903
- Peter Pan. Il bambino che non voleva crescere - 1904
- Pantaloon - 1905
- Alice Sit by the Fire - 1905
- Josephine - 1906
- Punch - 1906
- What Every Woman Knows - 1908
- Old Friends - 1910
- The Twelve Pound Look - 1910
- A Slice of Life - 1910
- Rosalind - 1912
- The Will - 1913
- The Adored One - 1913
- Half an Hour - 1913
- The Dramatics Get what they Want - 1913
- Der Tag - 1914
- The New Word - 1915
- Rosy Rapture Pride of the Beauty Chorus - 1915
- A Kiss for Cinderella - 1916
- Seven Women - 1917
- The Old Lady Shows Her Medal - 1917[3]
- Dear Dangers - 1920
- Mary Rose - 1920
- Shall We Join the Ladies? - 1921
- Barbara's Wedding - 1927
- The Boy David - 1936

### Traduzioni in lingua italiana
- Coraggio, ragazzi!, Bollati Boringhieri, collana Incipit, 2006
- Echi di guerra (Echoes of the war), Edizioni Libreria Croce, 2008.
- My lady Nicotine, Donzelli, collana Wallpaper, 2009.
- L'uccellino bianco (The Little White Bird; or, Adventures in Kensington Gardens), traduzione di Luisa Pecchi, Milonga, collana I Nobel, 2011.
- Addio, Miss Julie Logan (Farewell, Miss Julie Logan), Mattioli 1885, collana Frontiere light, 2012.
- Le avventure di Peter Pan, Mursia ISBN 9788842537014
- Margaret Ogilvy e Ai cinque, 2014, I Luoghi della Scrittura, ISBN 9788890652202 , www.iluoghidellascrittura.it
- Like English Gentlemen. La gloriosa storia del Capitano Scott, a cura di B. Froelich, La Finestra Editrice, Lavis 2017, ISBN 978-8895925-81-3.
- Quality Street, trad. R. Mainetti, flower-ed, Roma 2019, ISBN cartaceo 978-88-85628-47-2, ISBN ebook 978-88-85628-46-5

## Influenza culturale
Barrie contribuì enormemente alla diffusione del nome Wendy usandolo per uno dei protagonisti del romanzo Peter Pan. Prima dell'uscita di questo romanzo, infatti, il nome era poco usato.

## Film
Nel 2004 fu prodotto un film sulla sua vita.